# 陳豪 (演員)
陳豪（英語：Moses Chan Ho，1971年4月16日—），男，祖籍广东台山，香港演員，現為無綫電視經理人合約藝員，於2007年及2023年兩度奪得《萬千星輝頒獎典禮》「最佳男主角」。妻子是前無綫電視藝員陳茵媺。

## 生平

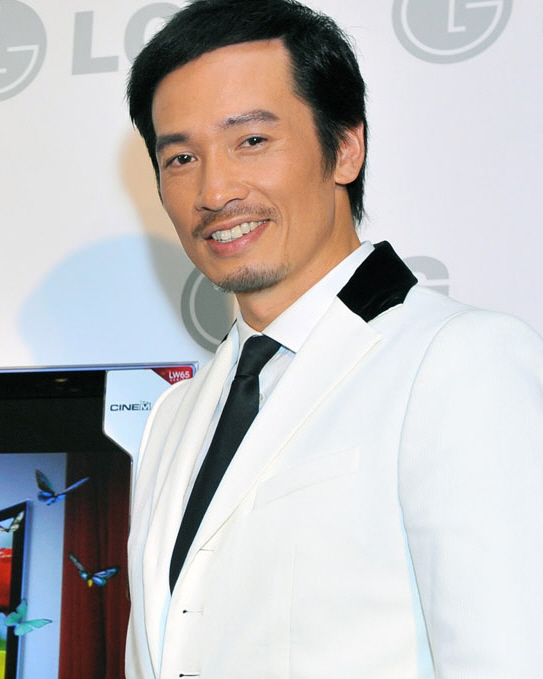
陳豪於2011年

### 入行前（1994年之前）
陳豪1971年出生于一个富裕家庭，父親是瑪嘉烈醫院麻醉科醫生陳鴻烈，母親為中醫，家中還有兩個哥哥。父親去世後，舉家移民澳洲布里斯本。陳豪在香港時曾住在荔景山路瑪嘉烈醫院宿舍。他曾就讀祖堯天主教小學，後在葵涌循道中學完成中三課程後移民，在澳洲讀大學時主修會計，惟未畢業便被Esprit起用為男模。

### 雙線發展（1994年至2001年）
陳豪未入行拍電影或連續劇之前，在澳洲是一位模特兒，之後被許願發掘。1994年，他在金像獎提名電影《晚9朝5》擔任要角，之後擔任都是不起眼的電影配角。直到2000年加入無綫電視，事業才攀上高峰，參演拍攝無綫電視劇集接二連三，例如《洛神》、《絕世好爸》、《金枝慾孽》、《秀才遇著兵》、《匯通天下》、《溏心風暴》、《宮心計》、《公主嫁到》、《天與地》、《天梯》、《金枝慾孽貳》及《法外風雲》等都是擔任重要男主角，不斷地打入無綫電視萬千星輝頒獎典禮「最佳男主角」最後五強，亦獲得很多頒獎禮的電視獎項。

### 一線小生（2002年至2006年）
2002年，陳豪憑劇集《洛神》的角色「曹丕」一角表現非常突出，一炮走紅，獲得明報週刊頒發「最突出電視男藝員」，這個獎項是他在演藝生涯第一個獎項。隨後，陳豪憑劇集《絕世好爸》的溫馨搞笑喜劇的精彩演出，與視后陳慧珊扮演情侶，獲得「師奶殺手」的稱號，並首次打入無綫電視「本年度我最喜愛的男主角」最後五強。雖然最終失落無綫視帝獎項，但他憑《洛神》再奪得「本年度我最喜愛的飛躍進步男藝員」大獎，踏入成為香港無綫電視當家小生的路途。
到了2004年，陳豪於劇集《爭分奪秒》客串不超過10集的戲，雖戲份不多，但卻是牽出整個故事的關鍵人物，當時與鄭嘉穎為第二度合作（第一度為《金牌冰人》）。而另一部劇就是當年轟動一時的清裝宮廷劇《金枝慾孽》，與視后張可頤和鄧萃雯扮演情侶，陳豪憑「孔武」一角榮獲2004年無綫電視的「本年度我最喜愛的電視角色」。

### 雙料視帝
2007年，儘管陳豪在2005年憑劇集《秀才遇著兵》中「水東樓」及在2006年劇集《火舞黃沙》中「宋東昇」連續打入無綫電視「最佳男主角」最後五強，最終分別敗給強敵郭晉安和鄭嘉穎，但2007年是為陳豪最風光的一年。一月份，陳豪在馬來西亞電視台的Astro華麗台電視劇大獎2006憑《秀才遇著兵》中搞笑角色「水東樓」一角榮獲「我的至愛男主角」，首度成為大馬視帝。十一月份，於《溏心風暴》飾演「得得地/細鮑」一角更令他的演技練得爐火純青，榮獲萬千星輝頒獎典禮「最佳男主角」及「我最喜愛的電視男角色」，成為雙料視帝。同時台慶劇《通天干探》的演出亦令觀眾見證陳豪的演技更上一層樓。
2008年，陳豪於82集長劇《珠光寶氣》中飾演「賀哲男」一角，與黎姿為第四度合作，並憑此劇打入無綫電視「我最喜愛的電視男角色」最後五強；另一部劇為強勢陣容打造豪門爭產劇《溏心風暴之家好月圓》，陳豪更憑劇集當中「阿卡」一角打入無綫電視「最佳男主角」最後五強。陳豪對咖啡深有興趣研究，曾主持飲食節目《品味咖啡》，獲得「咖啡王子」的稱號。
2009年2月，陳豪飾演劇集《溏心風暴》「得得地/細鮑」一角在馬來西亞仍然大受歡迎，陳豪再於Astro華麗台電視劇大獎2008獲得「我的至愛男主角」，令他第二度成為大馬視帝。他在古裝劇《宮心計》裡飾演唐宣宗一角，成為視帝戰團大熱門，可惜遇上強敵（《巾幗梟雄》黎耀祥飾柴九），但仍打入無綫電視「最佳男主角」最後五強。陳豪深受廣告商歡迎，首次獲得TVB周刊的獎項「最強人氣廣告天皇」。
2010年是陳豪的喜劇年，與佘詩曼第六度合作的古裝喜劇《公主嫁到》更是人氣爆燈，兩人在劇中分別飾演的三公主同三駙馬外型合襯，默契十足，甚具火花，喜劇感的演出成為備受觀眾歡迎的「螢幕情侶」。二人亦雙雙成為無綫電視視帝、視后的大熱門，可惜再被強敵擊敗，只能打入五強。不過，陳豪憑《公主嫁到》「金多祿」一角獲得明報週刊頒發「最突出電視男藝員」，香港無綫電視頒發的「最佳專業表現大獎」及馬來西亞頒發的AstroOnDemand我的最愛頒獎典禮2010「我的最愛電視男主角」，令陳豪第三度成為大馬視帝。在星和無綫電視大獎2011獲得「我最愛TVB男藝人」，成為新加坡視帝。同時在TVB周刊的獎項亦二度連莊的大獎「最強人氣廣告天皇」。

### 亞洲視帝（2012年至今）
2012年，陳豪在劇集《天與地》飾演的「宋以朗」角色黑暗沉重，有別于他以往的開朗陽光男形象，讓其人氣急升，與林保怡及黃德斌合唱的片尾曲《年少無知》也深受聽眾的歡迎。
2012年的劇集《4InLove》是陳豪與佘詩曼第八度合作的作品；劇集《心戰》中角色與鄭少秋對立，是繼《天與地》後再次演出反派。三月份，陳豪曾在創下多年連續獲得壹周刊主辦的壹電視劇大獎「十大電視藝人」的紀錄后，首次榮獲壹電視劇大獎「十大電視藝人第一位」。同年12月，陳豪憑劇集《天與地》榮獲第17屆亚洲电视大奖所頒發的「最佳男主角」(戲劇/劇情組)，被封為亞洲視帝，演藝事業認同性更上一層樓。同時深受品牌商的歡迎，三度獲得TVB周刊的獎項「最強人氣廣告天皇」。
此外，陳豪亦是TVB第一位获得“亚洲視帝”、“TVB視帝”、“大马視帝”及“新加坡視帝”的“四帝”男藝人。陳豪於2007年憑藉《溏心風暴》成爲TVB雙料視帝，他也曾憑藉《秀才遇着兵》、《溏心風暴》、《公主嫁到》先後三度成爲大馬視帝，成爲TVB藝人榮獲馬來西亞視帝最多的男藝人。陳豪憑藉《公主嫁到》與星河無綫電視劇大獎2011被封新加波視帝。同時，憑藉劇集《天與地》，榮獲亞洲電視劇大獎2012最佳男主角，成爲亞洲視帝，陳豪亦爲繼林峯、林保怡後第三位榮獲亞洲視帝的TVB男藝人。
2015年，陳豪有三套劇集播出，其中喜劇《鬼同你OT》得到最大迴響，亦是他的代表作之一。他與田蕊妮及胡定欣的喜劇演出受到不少網民的愛戴，被網民封為「視帝」熱門之一。
2015年至2016年，陳豪在劇集《水髮胭脂》、《鬼同你OT》、《陪著你走》、《潮流教主》、《完美叛侶》、《來自喵喵星的妳》均擔任第一男主角。近年為無綫電視監製徐正康的常用演員。
2017年，陳豪在時裝懸疑劇《使徒行者2》中飾演黑幫梟雄「魏德信」一角，他承認角色髮型設計有少少敗筆。
2017年10月，陳豪與蔡少芬接受黎芷珊《最佳拍檔》訪問，兩人於2002年拍攝《洛神》成為好友，之後再合演《火舞黄沙》、《珠光寶氣》、《飛女正傳》及《金枝慾孽貳》等多部劇集。陳豪爆料指拍攝《洛神》時，蔡少芬跟他說的第一句話是﹕「你唔好鍾意我呀！」令他覺得她很奇怪。蔡少芬解釋不想拍劇傳緋聞，所以會叫男拍檔不要喜歡她。《洛神》是陳豪的第一套古裝劇，他回想那時常常NG，試過一場戲NG30次，連對手劉丹都睡着。
2018年，陳豪接受訪問時表示兩夫妻結婚四年恩愛如昔，更透露每次爭執，幸好有夫妻密碼解困境。雖然有不少香港藝人北上發展，加入無綫電視17年的陳豪卻一直留港拍劇。2018年3月，他終於決定放下家庭三個月，北上拍劇。他亦表示接拍無視電視劇集《誇世代》時，刻意演得與以往不一樣，務求改變。
2020年，相繼三年，陳豪再度有新劇播出。他於無綫電視劇集《殺手》飾演型酷殺手「喬星」一角，並憑此劇於《萬千星輝頒獎典禮2020》入圍「最佳男主角」最後五強。
2021年1月，無綫電視劇集《陀槍師姐2021》播出。此劇為2021年的賀歲劇，亦是陳豪與宣萱相繼四年再次合作（上一次是2017年《使徒行者2》）。同年3月，陳豪該年第二部劇集《愛美麗狂想曲》播出。該劇是陳豪與李佳芯繼《潮流教主》，《誇世代》，《殺手》第四度合作，亦是兩人繼《誇世代》，《殺手》第三度合演情侶。他憑《愛美麗狂想曲》於《萬千星輝頒獎典禮2021》入圍「最佳男主角」最後十強。
2022年，陳豪在無綫電視時裝醫療劇《白色強人II》飾演急症室副顧問醫生「李文信（Vincent）」，並憑此劇於《萬千星輝頒獎典禮2022》入圍「最佳男主角」最後十強。
2023年，陳豪在無綫電視時裝喜劇《新四十二章》飾演「章經」一角。同年，他在無綫電視時裝警匪劇《破毒強人》飾演患有末期肺癌的毒梟「文華」，演技備受肯定，並憑此劇以大熱姿態奪得《萬千星輝頒獎典禮2023》「最佳男主角」，第二度榮登視帝寶座，同時入圍「大灣區最喜愛TVB男主角」最後五強。
2024年，陳豪憑無綫電視台慶劇《企業強人》入圍《萬千星輝頒獎典禮2024》「最佳男主角」最後五強，並於當晚奪得「最佳衣著男藝人」。

## 感情生活
曾與廖碧兒拍拖。2011年，陳豪因拍攝無綫電視劇集《心戰》與陳茵媺拍拖，二人其後於2013年6月11日在法國巴黎郊區西部的Saint Germain en Laye行禮結婚，7月18日在陳茵媺娘家加拿大多倫多舉行婚宴。婚後二人育有三個子女。

## 創業

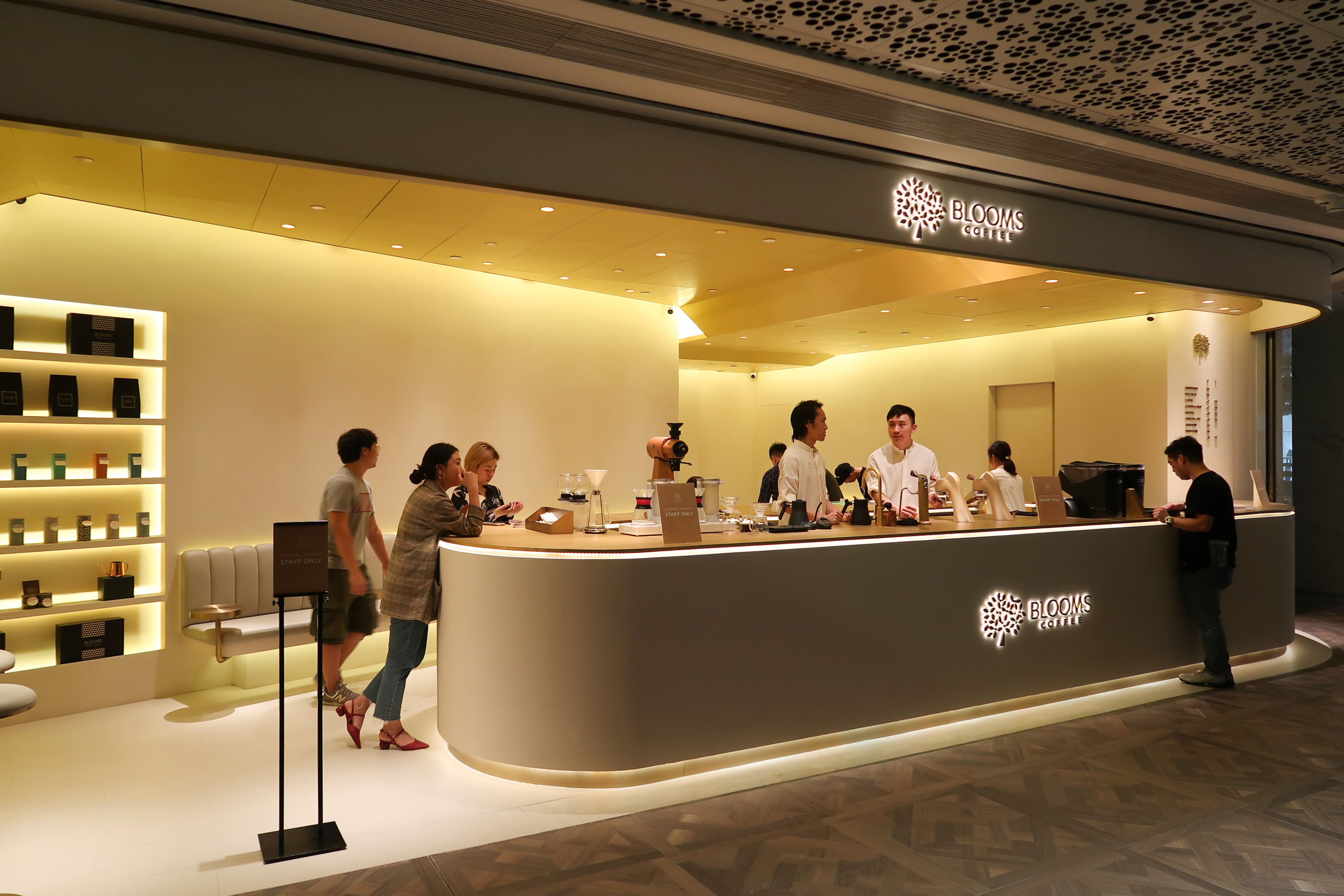
尖沙咀K11MUSEA咖啡店「BloomsCoffee」

陳豪與監製戚其義投資「甜姨姨私房甜品」，開業多年，是著名甜品店。
2016年陳豪在荃灣開設咖啡烘焙工場「BloomsRoastery&CraftTea」。
2019年8月，陳豪於尖沙咀K11MUSEA開設首間實體咖啡店「BloomsCoffee」。

## 演出作品

### 電視劇（無綫電視）
| 香港首播 | 劇名               | 角色                      |
| 2000年   | 妙手仁心II         | 林敏智（M.C.Lam）         |
| 2001年   | 廉政追擊之補習班   | 鍾福茂（貓仔）            |
| 2001年   | 陀槍師姐III        | 陳耀揚                    |
| 2002年   | 洛神               | 曹丕                      |
| 2002年   | 絕世好爸           | 蕭顯華（Kelvin）          |
| 2002年   | 駁命老公追老婆     | 刑浚                      |
| 2002年   | 談判專家           | 莫家驄                    |
| 2003年   | 撲水冤家           | 伍文昌（Eric）            |
| 2003年   | 帝女花             | 崇禎皇帝                  |
| 2003年   | 金牌冰人           | 高斐                      |
| 2003年   | 戀愛自由式         | 渡邊哲修                  |
| 2003年   | 富豪海灣非凡情緣   | Bowie朋友                 |
| 2003年   | 鳳舞香羅           | 邵晉鏗                    |
| 2004年   | 爭分奪秒           | 陸耀國                    |
| 2004年   | 金枝慾孽           | 孔武（孔大人、孔大哥）    |
| 2005年   | 心花放             | 林三河／薛水              |
| 2005年   | 秀才遇著兵         | 水東樓                    |
| 2005年   | 胭脂水粉           | 祝有業                    |
| 2005年   | 妙手仁心III        | 林敏智（M.C.Lam）         |
| 2006年   | 火舞黃沙           | 宋東昇                    |
| 2006年   | 轉世驚情           | 單無邪                    |
| 2006年   | 滙通天下           | 齊百川／范子齊            |
| 2007年   | 溏心風暴           | 唐至安（得得地、細鮑）    |
| 2007年   | 通天幹探           | 韋晉龍（Johnlung）        |
| 2008年   | 珠光寶氣           | 賀哲男（Terrence）        |
| 2008年   | 溏心風暴之家好月圓 | 甘永家（阿卡）            |
| 2009年   | 宮心計             | 李怡                      |
| 2010年   | 秋香怒點唐伯虎     | 唐伯虎                    |
| 2010年   | 飛女正傳           | 簡明軒（Wallace）         |
| 2010年   | 公主嫁到           | 金多祿                    |
| 2011年   | 點解阿Sir係阿Sir   | 羅耀華（羅sir）           |
| 2011年   | 天與地             | 宋以朗（黑仔、Angus）     |
| 2012年   | 心戰               | 章世言（Ivan）            |
| 2012年   | 4InLove            | 余鎮東（MK仔）            |
| 2012年   | 天梯               | 苗天（天哥）              |
| 2013年   | 金枝慾孽貳         | 高流斐（高老闆）、孔武    |
| 2013年   | 法外風雲           | 李名揚（Morris）          |
| 2015年   | 水髮胭脂           | 滿承康                    |
| 2015年   | 鬼同你OT           | 米開朗（Michael）         |
| 2015年   | 陪著你走           | 甘言重                    |
| 2016年   | 潮流教主           | 葉朗                      |
| 2016年   | 完美叛侶           | 敖柏言（Hugo）            |
| 2016年   | 來自喵喵星的妳     | 薛丁甲（Garfield）        |
| 2017年   | 使徒行者2          | 魏德信（Victor）          |
| 2017年   | 誇世代             | 鄺港生（Mike）            |
| 2020年   | 殺手               | 喬星（Zero）              |
| 2021年   | 陀槍師姐2021       | 蒙漢森（檬Sir）           |
| 2021年   | 愛美麗狂想曲       | 麥子風（Matthew、Matt少） |
| 2022年   | 白色強人II         | 李文信（Vincent）         |
| 2023年   | 新四十二章         | 章經                      |
| 2023年   | 破毒強人           | 文華                      |
| 2023年   | 羅密歐與祝英台     | 梁山伯／萬事通            |
| 2024年   | 飛常日誌           | 宋楊                      |
| 2024年   | 企業強人           | 趙愷                      |
| 2025年   | 虛擬情人           | 李文信 (特別演出)         |
| 2025年   | 俠醫               |                           |

### 其他電視劇
| 首播   | 劇名                             | 角色                |
| 1997年 | 京港愛情線（1999年亞洲電視播出） | 方正                |
| 1998年 | 中华大丈夫                       | 横山英雄/八墓阿修罗 |
| 2020年 | 非凡三俠                         | Daniel              |
| 2021年 | 飛虎3壯志英雄                    | 范少鋒              |
| 2025年 | 執法者們                         | 劉宇凡              |
| 待播   | 時差一萬公里                     |                     |

### 音樂MV演出
- 1994年周慧敏《感情的分禮》MV男主角
- 1997年譚小環《被愛》MV男主角
- 1997年趙學而《尋開心》MV男主角
- 1997年周海媚《迷戀你》MV男主角
- 2002年陳慧琳《她一定很愛你》MV男主角

### 電影
| 年份 | 電影名稱            | 角色             |
| 1994 | 晚9朝5              | Tom              |
| 1994 | 点指兵兵之青年干探  | 許志森           |
| 1995 | 空中小姐            | 陳偉明           |
| 1995 | 影子敵人            |                  |
| 1995 | 救世神棍            | Willies          |
| 1995 | 刀                  | 鐵頭             |
| 1995 | 慈雲山十三太保      | 高飛(李兆基原型) |
| 1995 | 歡樂時光            | 包租公           |
| 1996 | 古惑仔2之猛龍過江   | 高捷             |
| 1996 | 天涯海角            | 龍               |
| 1996 | 大三元              | 陳俊男           |
| 1996 | 金枝玉葉2           | 面試者           |
| 1996 | 賭神3之少年賭神     | 蘇圖             |
| 1996 | 電影故事            |                  |
| 1996 | 黑俠                | 熊菊手下         |
| 1997 | 最佳拍檔之醉街拍檔  | 雷雨揚下屬       |
| 1997 | 算死草              | 何春             |
| 1997 | 恐怖雞              |                  |
| 1998 | 濠江風雲            |                  |
| 1998 | 香港大夜總會        |                  |
| 1998 | PRGirls青春援助交際 |                  |
| 1998 | KO雷霆一擊          |                  |
| 1999 | 老薑                | Rocky            |
| 1999 | 紫雨風暴            |                  |
| 1999 | 迷失森林            |                  |
| 1999 | 特警新人類          |                  |
| 1999 | 四個廚師一圍菜      |                  |
| 1999 | 烈火戰車2極速傳說   | 喪偈             |
| 2000 | 里程                |                  |
| 2000 | 暴力刑警            |                  |
| 2000 | 飆車之車神傳說      |                  |
| 2001 | 最激之手            |                  |
| 2001 | 險角                |                  |
| 2001 | 玉女添丁            |                  |
| 2001 | 險角                |                  |
| 2001 | 情迷大話王          |                  |
| 2005 | 天煞孤星            |                  |
| 2014 | 點對點              |                  |
| 2016 | 使徒行者            |                  |
| 2018 | 逆向誘拐            |                  |
| 2022 | 逃獄兄弟3           |                  |

### 書刊
| 年份   | 書名                               | 出版                  |
| 2009年 | 《給咖啡偷一杯時間‧MyCoffeeGuide》 | 萬里機構‧萬里書店出版 |
| 2013年 | 《品味咖啡》                       | 萬里機構‧萬里書店出版 |

### 影碟
| 年份   | 節目                                |
| 2003年 | 「朗文日用英語FollowMe」VCD教學軟件 |
| 2009年 | 《品味咖啡》DVD(1-9集)              |

## 音乐作品

### 歌曲
| 年份   | 歌名           | 合唱者               | 作曲          | 填詞     | 編曲          | 連續劇           | 性質   | 收錄專輯        | 備註 |
| ------ | -------------- | -------------------- | ------------- | -------- | ------------- | ---------------- | ------ | --------------- | --- |
| 2005年 | 心花無限       | --                   | 楊奇昌        | 邦見良一 | 楊奇昌        | 心花放           | 主題曲 | 男人魅          | -- |
| 2005年 | 心裡話         | 陶大宇 郭可盈 廖碧兒 | 鄧智偉        | 鄭櫻綸   | 鄧智偉        | 心花放           | 片尾曲 | 未曾收錄        | -- |
| 2005年 | 明知不知傻痴痴 | 周麗淇               | 張婉兒        | 張婉兒   | 張婉兒        | 秀才遇著兵       | 主題曲 | 未曾收錄        | -- |
| 2005年 | 痕跡           | --                   | 鄧智偉        | 鄭櫻綸   |               | 胭脂水粉         | 片尾曲 | 未曾收錄        | -- |
| 2006年 | 川流不息       | --                   | 謝杰          | 陳少琪   |               | 滙通天下         | 片尾曲 | 未曾收錄        | -- |
| 2007年 | 賜我一死       | --                   | 鄧智偉        | 陳詩慧   | JohnnyYim     | 通天幹探         | 片尾曲 | LoveTV情歌精選  | -- |
| 2008年 | 我還在等什麼   | --                   | 楊毅          | 張美賢   | 楊毅          | 珠光寶氣         | 插曲   | 未曾收錄        | -- |
| 2010年 | 水調歌頭       | 胡杏兒 李思捷 陳法拉 | --            | 蘇軾     | --            | 秋香怒點唐伯虎   | 插曲   | 未曾收錄        | -- |
| 2011年 | 春風化雨       | 吳卓羲               | 鄧智偉 葉肇中 | 陳詩慧   | 葉肇中        | 點解阿Sir係阿Sir | 主題曲 | LoveTV情歌精選3 | -- |
| 2011年 | 年少無知       | 林保怡 黃德斌        | 黃貫中        | 林若寧   | 黃貫中 劉志遠 | 天與地           | 片尾曲 | LoveTV情歌精選3 | - 2011年SINAMusic樂壇民意指數：SINAMusic電視劇主題曲大獎 - 2012年CASH金帆音樂獎頒獎典禮：最佳合唱演繹獎 - 2012年度叱咤樂壇流行榜頒獎典禮：叱咤樂壇我最喜愛的歌曲大獎 - 第35屆十大中文金曲頒獎禮音樂會：十大中文金曲獎 |
| 2012年 | 4InLove        | --                   | DJGalaxy      | 黃厚霖   | DJGalaxy      | 4inLove          | 主題曲 | 未曾收錄        | -- |
| 2013年 | 紫禁飄謠       | 伍詠薇               | 陳國樑        | 岑偉宗   | --            | 金枝慾孽貳       | 片尾曲 | 未曾收錄        | -- |

### 派台歌曲成績
| 派台歌曲成績    | 派台歌曲成績    | 派台歌曲成績 | 派台歌曲成績 | 派台歌曲成績 | 派台歌曲成績 | 派台歌曲成績                                      |
| --------------- | --------------- | ------------ | ------------ | ------------ | ------------ | ------------------------------------------------- |
| 唱片            | 歌曲            | 903          | RTHK         | 997          | TVB          | 備註                                              |
| 2011年          |                 |              |              |              |              |                                                   |
| LoveTV情歌精選3 | 年少無知        | 6            | 3            | 2            | 5            | 連同林保怡及黃德斌合唱 無綫電視劇《天與地》片尾曲 |
| 2014年          |                 |              |              |              |              |                                                   |
|                 | WeAreTheOnlyOne | x            | x            | x            | 1            | 群星合唱 《2014FIFA巴西世界盃》TVB主題曲          |

| 各台冠軍歌總數 | 各台冠軍歌總數 | 各台冠軍歌總數 | 各台冠軍歌總數 | 各台冠軍歌總數    |
| -------------- | -------------- | -------------- | -------------- | ----------------- |
| 903            | RTHK           | 997            | TVB            | 備註              |
| 0              | 0              | 0              | 1              | 四台冠軍歌總數：0 |

- （*）表示仍在榜上

## 無綫電視月曆
- 2003年-10月-郭羨妮
- 2004年-5月-林保怡、張可頤
- 2005年-5月-胡杏兒、向海嵐
- 2006年-9/10月-蒙嘉慧、馬國明、楊秀惠、鄭健樂、楊怡、馬浚偉、陳山聰、黃長興
- 2007年-12月-曹永廉、楊思琦、湯盈盈、歐陽震華、蔡少芬
- 2008年-5月-徐子珊、王祖藍、陳鍵鋒、宋熙年、呂慧儀、楊霈婷
- 2009年-11月-林保怡、黎姿、蔡少芬
- 2015年-12月-田蕊妮、胡定欣

## 獎項及提名

### 萬千星輝頒獎典禮
| 年份   | 獎項                           | 劇集               | 角色           | 結果     |
| ------ | ------------------------------ | ------------------ | -------------- | -------- |
| 2002年 | 本年度我最喜愛的飛躍進步男藝員 | 洛神               | 曹丕           | 獲獎     |
| 2002年 | 本年度我最喜愛的男主角         | 洛神               | 曹丕           | 最後五強 |
| 2003年 | 本年度我最喜愛的男主角         | 撲水冤家           | 伍文昌         | 提名     |
| 2003年 | 本年度我最喜愛的男主角         | 帝女花             | 朱由檢         | 提名     |
| 2003年 | 本年度我最喜愛的男主角         | 金牌冰人           | 高 斐          | 提名     |
| 2004年 | 本年度我最喜愛的電視角色       | 金枝欲孽           | 孔武           | 獲獎     |
| 2004年 | 本年度我最喜愛的男主角         | 金枝欲孽           | 孔武           | 提名     |
| 2005年 | 最佳男主角                     | 心花放             | 林三河／薛水   | 提名     |
| 2005年 | 最佳男主角                     | 秀才遇著兵         | 水東樓         | 最後五強 |
| 2005年 | 最佳男主角                     | 妙手仁心III        | 林敏智         | 提名     |
| 2005年 | 最佳男主角                     | 胭脂水粉           | 祝有業         | 最後十強 |
| 2006年 | 我最喜愛的電視男角色           | 火舞黃沙           | 宋東昇         | 提名     |
| 2006年 | 最佳男主角                     | 火舞黃沙           | 宋東昇         | 最後五強 |
| 2007年 | 內地觀眾最喜愛TVB男藝人        | 不適用             | 不適用         | 最後五強 |
| 2007年 | 我最喜愛的電視男角色           | 溏心風暴           | 唐至安         | 獲獎     |
| 2007年 | 最佳男主角                     | 溏心風暴           | 唐至安         | 獲獎     |
| 2008年 | 最佳男主角                     | 溏心風暴之家好月圓 | 甘永家         | 最後五強 |
| 2009年 | tvb.com人氣大獎                | 不適用             | 不適用         | 提名     |
| 2009年 | 我最喜愛的電視男角色           | 珠光寶氣           | 賀哲男         | 最後五強 |
| 2009年 | 最佳男主角                     | 宮心計             | 李怡（唐宣宗） | 最後五強 |
| 2010年 | 最佳專業表現大獎               | 不適用             | 不適用         | 獲獎     |
| 2010年 | 我最喜愛的電視男角色           | 公主嫁到           | 金多祿         | 最後五強 |
| 2010年 | 最佳男主角                     | 公主嫁到           | 金多祿         | 最後五強 |
| 2011年 | 最佳男主角                     | 點解阿Sir係阿Sir   | 羅耀華         | 最後五強 |
| 2011年 | 我最喜愛的電視男角色           | 點解阿Sir係阿Sir   | 羅耀華         | 提名     |
| 2012年 | 我最喜愛的電視男角色           | 天梯               | 苗天           | 最後五強 |
| 2012年 | 最佳男主角                     | 天梯               | 苗天           | 最後五強 |
| 2013年 | 最佳男主角                     | 法外風雲           | 李名揚         | 提名     |
| 2013年 | 最受歡迎電視男角色             | 法外風雲           | 李名揚         | 提名     |
| 2015年 | 最受歡迎電視男角色             | 鬼同你OT           | 米開朗         | 最後五強 |
| 2015年 | 最佳男主角                     | 鬼同你OT           | 米開朗         | 最後五強 |
| 2016年 | 最佳男主角                     | 潮流教主           | 葉朗           | 提名     |
| 2017年 | 最佳男主角                     | 誇世代             | 鄺港生         | 最後五強 |
| 2017年 | 最受歡迎電視男角色             | 誇世代             | 鄺港生         | 最後五強 |
| 2020年 | 最佳男主角                     | 殺手               | 喬星           | 最後五強 |
| 2020年 | 最受歡迎電視男角色             | 殺手               | 喬星           | 提名     |
| 2020年 | 最受歡迎電視搭擋（與鄭子誠）   | 殺手               | 喬星           | 提名     |
| 2020年 | 馬來西亞最喜愛TVB男主角        | 殺手               | 喬星           | 提名     |
| 2021年 | 最佳男主角                     | 陀槍師姐2021       | 蒙漢森         | 提名     |
| 2021年 | 最佳男主角                     | 愛美麗狂想曲       | 麥子風         | 最後十強 |
| 2021年 | 最受歡迎電視男角色             | 愛美麗狂想曲       | 麥子風         | 提名     |
| 2021年 | 馬來西亞最喜愛TVB男主角        | 愛美麗狂想曲       | 麥子風         | 提名     |
| 2021年 | 馬來西亞最喜愛TVB男主角        | 陀槍師姐2021       | 蒙漢森         | 提名     |
| 2021年 | 最受歡迎電視拍檔（與宣萱）     | 陀槍師姐2021       | 蒙漢森、戴安娜 | 提名     |
| 2022年 | 最佳男主角                     | 白色強人II         | 李文信         | 最後十強 |
| 2022年 | 最受歡迎電視男角色             | 白色強人II         | 李文信         | 提名     |
| 2022年 | 馬來西亞最喜愛TVB男主角        | 白色強人II         | 李文信         | 提名     |
| 2022年 | 最受歡迎電視拍檔（與郭柏妍）   | 白色強人II         | 李文信、程可欣 | 提名     |
| 2023年 | 最佳男主角                     | 新四十二章         | 章 經          | 提名     |
| 2023年 | 最佳男主角                     | 羅密歐與祝英台     | 梁山伯         | 提名     |
| 2023年 | 最佳男主角                     | 破毒強人           | 文 華          | 獲獎     |
| 2023年 | 大灣區最喜愛TVB男主角          | 破毒強人           | 文 華          | 最後五強 |
| 2023年 | 馬來西亞最喜愛TVB男主角        | 羅密歐與祝英台     | 梁山伯         | 提名     |
| 2023年 | 馬來西亞最喜愛TVB男主角        | 破毒強人           | 文 華          | 提名     |
| 2024年 | 最佳男主角                     | 企業強人           | 趙 愷          | 最後五強 |
| 2024年 | 大灣區最喜愛TVB男主角          | 企業強人           | 趙 愷          | 提名     |
| 2024年 | 馬來西亞最喜愛TVB男主角        | 企業強人           | 趙 愷          | 提名     |
| 2024年 | 最佳衣著男藝人                 | 不適用             | 不適用         | 獲獎     |

### Astro华丽台电视剧大奖
| 年份   | 獎項                         | 劇集       | 角色                | 結果     |
| ------ | ---------------------------- | ---------- | ------------------- | -------- |
| 2004年 | 我最難忘的一巴 -簡潔摑莫家聰 | 談判專家   | 簡潔、莫家聰        | 獲獎     |
| 2006年 | 我的至愛角色                 | 心花放     | 薛水/林三河         | 獲獎     |
| 2006年 | 我的至愛情侶檔（與廖碧兒）   | 心花放     | 薛水/林三河、紀美麗 | 獲獎     |
| 2006年 | 我的至愛男主角               | 秀才遇着兵 | 水東樓              | 獲獎     |
| 2007年 | 我的至愛角色                 | 滙通天下   | 齊百川/范子齊       | 獲獎     |
| 2007年 | 我的至愛男主角               | 滙通天下   | 齊百川/范子齊       | 最後五強 |
| 2008年 | 我的至愛角色                 | 溏心風暴   | 唐至安/細鮑         | 獲獎     |
| 2008年 | 我的至愛男主角               | 溏心風暴   | 唐至安/細鮑         | 獲獎     |

### AstroOnDemand我的最愛頒獎典禮
| 年份   | 獎項               | 劇集             | 角色   | 結果 |
| ------ | ------------------ | ---------------- | ------ | ---- |
| 2010年 | 我的最愛電視男主角 | 公主嫁到         | 金多祿 | 獲獎 |
| 2010年 | 我的最愛電視角色   | 公主嫁到         | 金多祿 | 獲獎 |
| 2011年 | 我的最愛電視角色   | 點解阿Sir係阿Sir | 羅耀華 | 獲獎 |
| 2011年 | 我的最愛電視男主角 | 點解阿Sir係阿Sir | 羅耀華 | 提名 |
| 2012年 | 我的最愛電視角色   | 心戰             | 章世言 | 獲獎 |

### 星和無綫電視大獎
| 年份   | 獎項                            | 劇集               | 角色             | 結果 |
| ------ | ------------------------------- | ------------------ | ---------------- | ---- |
| 2010年 | 我最愛TVB電視男角色             | 溏心風暴之家好月圓 | 甘永家           | 獲獎 |
| 2011年 | 我最愛TVB男藝人（新加坡視帝）   | 公主嫁到           | 金多祿           | 獲獎 |
| 2011年 | 最佳螢屏情侶（與佘詩曼）        | 公主嫁到           | 金多祿、昭陽公主 | 獲獎 |
| 2012年 | 我最喜愛TVB螢屏情侶（與鍾嘉欣） | 點解阿Sir係阿Sir   | 羅耀華、古嘉嵐   | 獲獎 |
| 2012年 | 我最喜愛TVB電視男角色           | 天與地             | 宋以朗           | 獲獎 |
| 2013年 | 我最喜愛TVB電視男角色           | 金枝慾孽貳         | 高流斐           | 獲獎 |
| 2015年 | 我最喜愛TVB電視男角色           | 陪著你走           | 甘言重           | 獲獎 |
| 2016年 | 我最喜愛TVB電視男角色           | 潮流教主           | 葉朗             | 獲獎 |

### 亞洲電視大獎
| 年份   | 獎項                      | 劇集   | 角色   | 結果 |
| ------ | ------------------------- | ------ | ------ | ---- |
| 2012年 | 最佳男主角（戲劇/劇情組） | 天與地 | 宋以朗 | 獲獎 |

### 明報周刊演藝動力大獎
| 年份   | 獎項             | 劇集               | 角色   | 結果     |
| ------ | ---------------- | ------------------ | ------ | -------- |
| 2002年 | 最突出電視男藝員 | 洛神               | 曹丕   | 獲獎     |
| 2003年 | 最突出電視男藝員 | 絕世好爸           | 蕭顯華 | 最後五強 |
| 2004年 | 最突出電視男藝員 | 金枝慾孽           | 孔武   | 最後五強 |
| 2005年 | 最突出電視男藝員 | 秀才遇著兵         | 水東樓 | 最後五強 |
| 2007年 | 最突出電視男藝員 | 溏心風暴           | 唐至安 | 最後五強 |
| 2008年 | 最突出電視男藝員 | 溏心風暴之家好月圓 | 甘永家 | 最後五強 |
| 2010年 | 最突出電視男藝員 | 公主嫁到           | 金多祿 | 獲獎     |

### 壹電視大獎
| 年份   | 獎項                        | 結果   |
| ------ | --------------------------- | ------ |
| 2003年 | 十大電視藝人                | 第5位  |
| 2005年 | 十大電視藝人                | 第7位  |
| 2005年 | Sinomax健康時尚生活大獎     | 獲獎   |
| 2005年 | Omiz傑出品味藝人大獎        | 獲獎   |
| 2006年 | 十大電視藝人                | 第10位 |
| 2007年 | 十大電視藝人                | 第9位  |
| 2007年 | TITONI超魅力男藝人大獎      | 獲獎   |
| 2008年 | 十大電視藝人                | 第3位  |
| 2008年 | SVENSON健康頭髮藝人大獎     | 獲獎   |
| 2009年 | 十大電視藝人                | 第4位  |
| 2009年 | SVENSON健康頭髮藝人大獎     | 獲獎   |
| 2010年 | 十大電視藝人                | 第5位  |
| 2010年 | SVENSON健康頭髮藝人大獎     | 獲獎   |
| 2011年 | 十大電視藝人                | 第4位  |
| 2011年 | Svenson閃亮健康秀髮藝人大獎 | 獲獎   |
| 2012年 | 十大電視藝人                | 第1位  |
| 2012年 | 惠而浦綠惜星色藝人大獎      | 獲獎   |
| 2013年 | 十大電視藝人                | 第9位  |

### TVB周刊獎
| 年份   | 獎項             | 結果 |
| ------ | ---------------- | ---- |
| 2009年 | 最強人氣廣告天皇 | 獲獎 |
| 2010年 | 最強人氣廣告天皇 | 獲獎 |
| 2012年 | 最強人氣廣告天皇 | 獲獎 |
| 2013年 | 最強人氣廣告天皇 | 獲獎 |

### 壹周刊大獎
| 年份   | 獎項         | 結果 |
| ------ | ------------ | ---- |
| 2007年 | 十大健康之星 | 獲獎 |
| 2010年 | 十大健康之星 | 獲獎 |
| 2011年 | 十大健康之星 | 獲獎 |
| 2012年 | 十大健康之星 | 獲獎 |

### 其他
| 年份   | 頒獎典禮                         | 獎項                         | 作品         | 備註                                    | 結果 |
| ------ | -------------------------------- | ---------------------------- | ------------ | --------------------------------------- | ---- |
| 2005年 | 十全十美忽然之星頒獎禮           | 最具魅力獎                   | 不適用       | 獲獎                                    |      |
| 2006年 | 新城點正娛樂勁爆電視大獎         | 十大勁爆電視演員             | 不適用       | 獲獎                                    |      |
| 2006年 | 南方盛典2006年度頒獎禮           | 金南方年度最受歡迎港台男藝人 | 秀才遇著兵   | 不適用                                  | 獲獎 |
| 2006年 | 娛樂中國．2006星光大典           | 最受歡迎引進劇男演員獎       | 金枝慾孽     | 不適用                                  | 獲獎 |
| 2007年 | 粵港十年．網娛盛典頒獎典禮       | 最佳風尚男演員               | 滙通天下     | 不適用                                  | 獲獎 |
| 2008年 | 第20屆傑出衣著人士頒獎典禮       | 十大傑出衣著人士             | 不適用       | 獲獎                                    |      |
| 2010年 | 新加坡e樂大賞2010                | e樂人氣香港電視男演員        | 不適用       | 獲獎                                    |      |
| 2010年 | 第14屆全球華語榜中榜頒獎禮       | 香港最佳電視劇男演員         | 宮心計       | 不適用                                  | 獲獎 |
| 2010年 | 演藝人2010傑出表現獎             | 電視傑出表現男演員           | 不適用       | 獲獎                                    |      |
| 2011年 | 2011年度十大勁歌金曲頒獎典禮     | 最受歡迎合唱歌曲獎           | 春風化雨     | 與吳卓羲合唱 《點解阿Sir係阿Sir》主題曲 | 提名 |
| 2011年 | 2011年度YAHOO!搜尋人氣大獎       | 電視男藝人                   | 不適用       | 獲獎                                    |      |
| 2011年 | SINAMusic樂壇民意指數頒獎禮      | 電視劇主題曲大獎             | 年少無知     | 與林保怡、黃德斌合唱 《天與地》片尾曲   | 獲獎 |
| 2011年 | 星級企業大獎2011頒獎典禮         | 星級品牌男代言人             | 不適用       | 獲獎                                    |      |
| 2012年 | CASH週年晚宴暨金帆音樂獎頒獎典禮 | 最佳合唱演繹獎               | 年少無知     | 與林保怡、黃德斌合唱 《天與地》片尾曲   | 獲獎 |
| 2012年 | 2012年度YAHOO!搜尋人氣大獎       | 電視男藝人                   | 不適用       | 獲獎                                    |      |
| 2012年 | 2012年度叱咤樂壇流行榜頒獎典禮   | WeChatChitChat樂壇最熱選歌曲 | 年少無知     | 與林保怡、黃德斌合唱 《天與地》片尾曲   | 獲獎 |
| 2012年 | 2012年度叱咤樂壇流行榜頒獎典禮   | 叱咤樂壇我最喜愛的歌曲大獎   | 年少無知     | 與林保怡、黃德斌合唱 《天與地》片尾曲   | 獲獎 |
| 2012年 | 第三十五屆十大中文金曲頒獎音樂會 | 優秀流行歌手大獎             | 不適用       | 提名                                    |      |
| 2012年 | 第三十五屆十大中文金曲頒獎音樂會 | 十大中文金曲                 | 年少無知     | 與林保怡、黃德斌合唱 《天與地》片尾曲   | 獲獎 |
| 2013年 | 2013年度勁歌金曲頒獎典禮         | 最受歡迎電視劇歌曲獎         | 紫禁飄謠     | 與伍詠薇合唱 《金枝慾孽貳》片尾曲       | 提名 |
| 2021年 | 觀眾在民間電視大獎2021           | 民選最佳男主角               | 陀槍師姐2021 | 不適用                                  | 提名 |
| 2021年 | 觀眾在民間電視大獎2021           | 民選最佳戲劇搭檔（與宣萱）   | 陀槍師姐2021 | 不適用                                  | 提名 |
| 2022年 | Yahoo!搜尋人氣大獎2022           | 熱搜本地男女藝人或組合       | 不適用       | 頭100位                                 |      |

## 外部連結
- 陳豪官方網頁MCHall
- 陳豪的Facebook專頁粉絲專頁
- 陳豪的Instagram帳戶
- 陳豪官方的新浪微博
- 陳豪台灣影友會的新浪微博
- 陳豪新加坡影迷會的新浪微博
- 陳豪在互联网电影资料库（IMDb）上的資料（英文）
- 在AllMovie上陳豪的頁面（英文）
- 陳豪在香港影庫上的簡介
- 陳豪在豆瓣上的资料（简体中文）
- 陳豪在时光网上的簡介（简体中文）